# Colombe picui
Columbina picui
Espèce
Statut de conservation UICN

 LC  : Préoccupation mineure
La Colombe picui (Columbina picui) est une espèce d'oiseau appartenant à la famille des Columbidae.

## Description
Cet oiseau mesure 18 à 19 cm pour une masse de 45 à 60 g.
Le plumage présente une dominante gris brun sur les parties supérieures avec plus ou moins de rosé ou de cendré. Le front et la gorge sont blanchâtres.
Le dimorphisme sexuel est très peu marqué, la femelle étant un peu moins rosée et plus sombre et brunâtre.

## Habitat

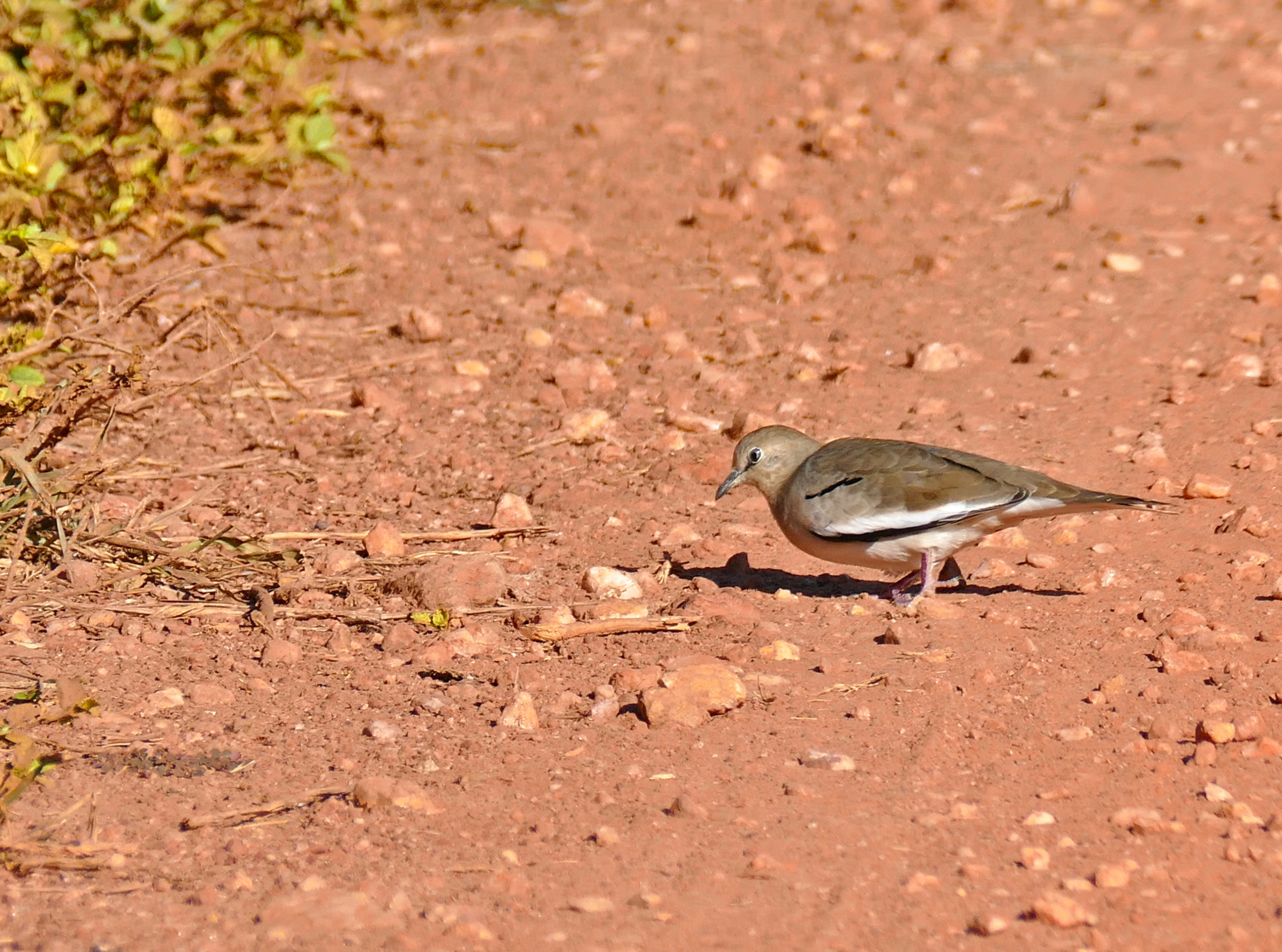
Colombe picui (Mato Grosso, Brésil)

Cet oiseau vit jusqu'à 3 700 m d'altitude en lisières de forêts, dans les savanes, les clairières, les milieux cultivés et urbains essentiellement dans les régions arides.

## Répartition et sous-espèces
D'après Alan P. Peterson, il existe deux sous-espèces :
- Columbina picui picui (Temminck, 1813) : sud du Brésil, Bolivie, Paraguay, moitié nord du cône Sud
- Columbina picui strepitans Spix, 1825 : nord-est du Brésil